# Hrabstwo Simpson (Missisipi)
Hrabstwo Simpson (ang. Simpson County) – hrabstwo w stanie Missisipi w Stanach Zjednoczonych. Obszar całkowity hrabstwa obejmuje powierzchnię 590,53 mil² (1529,47 km²). Według szacunków United States Census Bureau w roku 2009 miało 27 920 mieszkańców.
Hrabstwo powstało w 1824 roku.

## Miejscowości

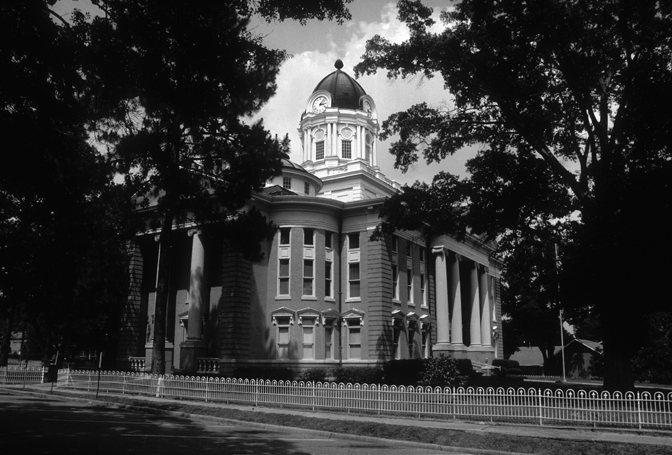
Budynek administracji hrabstwa (courthouse) w Mendenhall

- Braxton (wieś)
- D’Lo
- Magee
- Mendenhall[4]

| Populacja hrabstwa w poprzednich latach | Populacja hrabstwa w poprzednich latach |
| Rok                                     | Liczba ludności                         |
| --------------------------------------- | --------------------------------------- |
| 1980                                    | 23 152                                  |
| 1990                                    | 23 953                                  |
| 2000                                    | 27 639                                  |
| 2005                                    | 27 944                                  |